# Francisco Bravo Bravo
Francisco Bravo Bravo es un exfutbolista mexicano. Durante su infancia fue recoge balones  para los partidos del Tiburones Rojos de Veracruz. Debutó el 11 de agosto de 1996 en el partido Atlante 3-0 Veracruz en la Primera División de México y jugó la mayor parte de su carrera en el club veracruzano. En julio del 2011 anunció su retiro del fútbol y posteriormente retirándose del equipo también.
Actualmente es director municipal del Deporte del Ayuntamiento de Veracruz.

## Clubes
| Club                        | País   | Año       |
| --------------------------- | ------ | --------- |
| Tiburones Rojos de Veracruz | México | 1996      |
| Club Puebla                 | México | 1997-1998 |
| San Luis Fútbol Club        | México | 1999-2000 |
| Querétaro Fútbol Club       | México | 2000-2002 |
| Atlético Celaya             | México | 2002      |
| Club Atlético Zacatepec     | México | 2002-2003 |
| Colibríes de Morelos        | México | 2003      |
| Tiburones Rojos de Veracruz | México | 2004-2006 |
| Tecos Fútbol Club           | México | 2006      |
| Tiburones Rojos de Veracruz | México | 2007-2011 |